# Статуя Тімоті Ітона

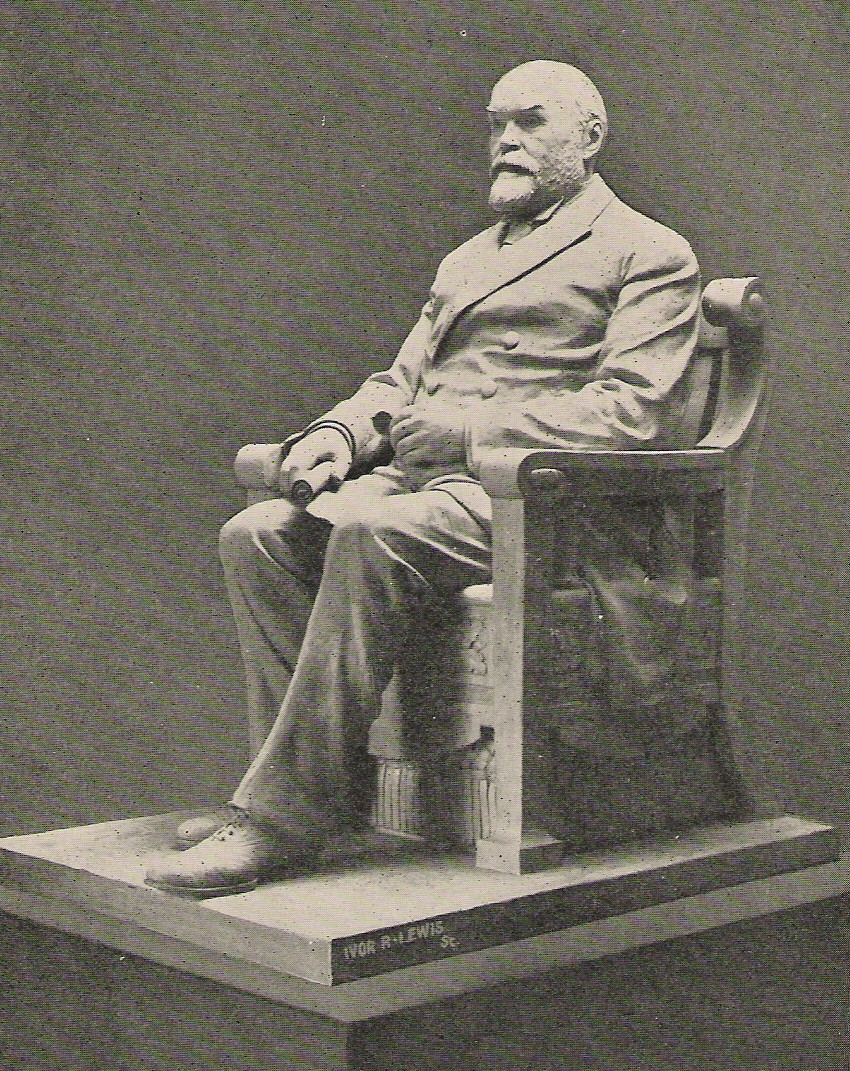
Бронзова статуя Тімоті Ітона в Торонто (1919). Зараз зберігається в Королівському музеї Онтаріо, а інший виливок міститься в центрі MTS у Вінніпезі

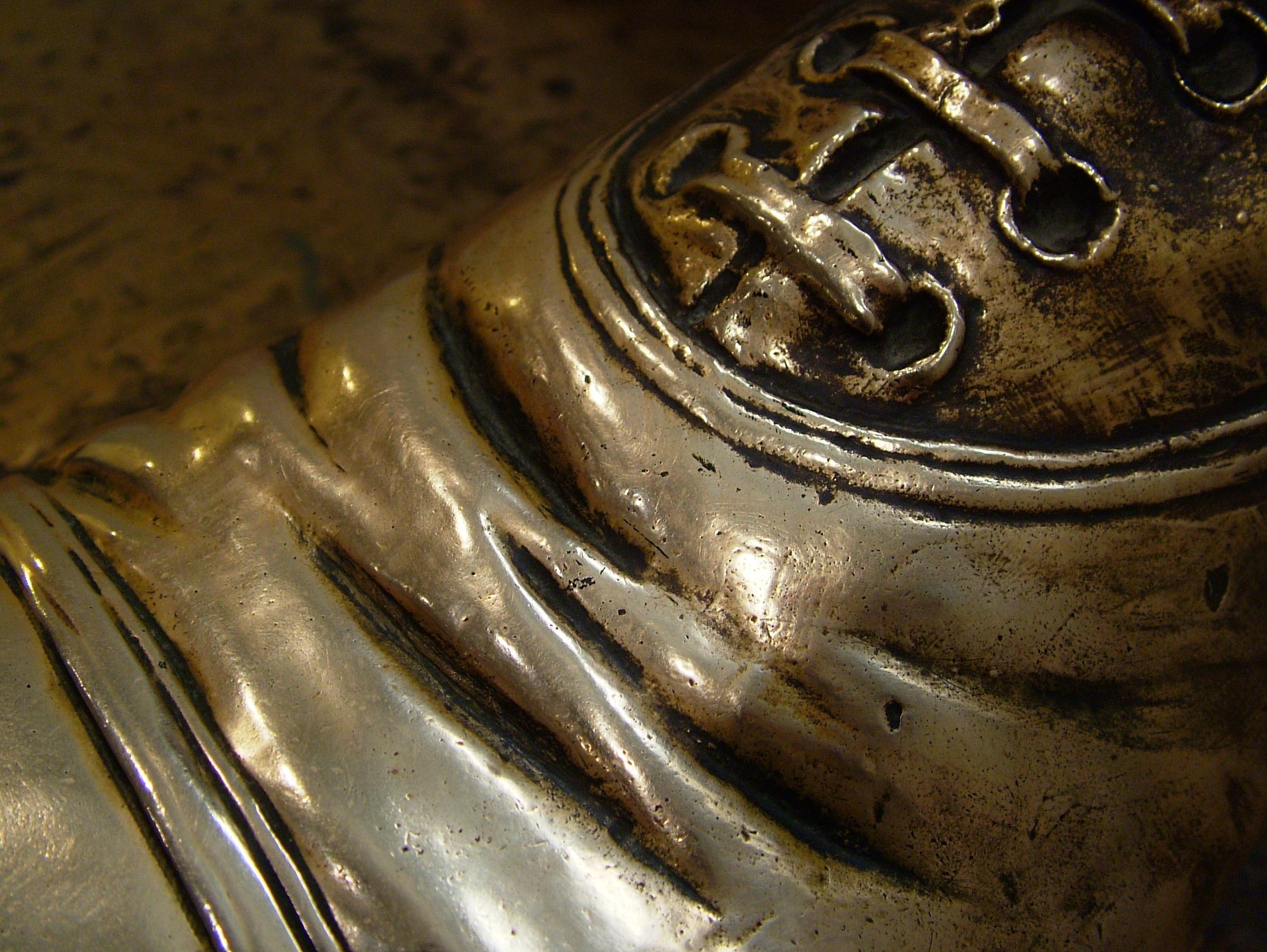
Знаменитий лівий черевик

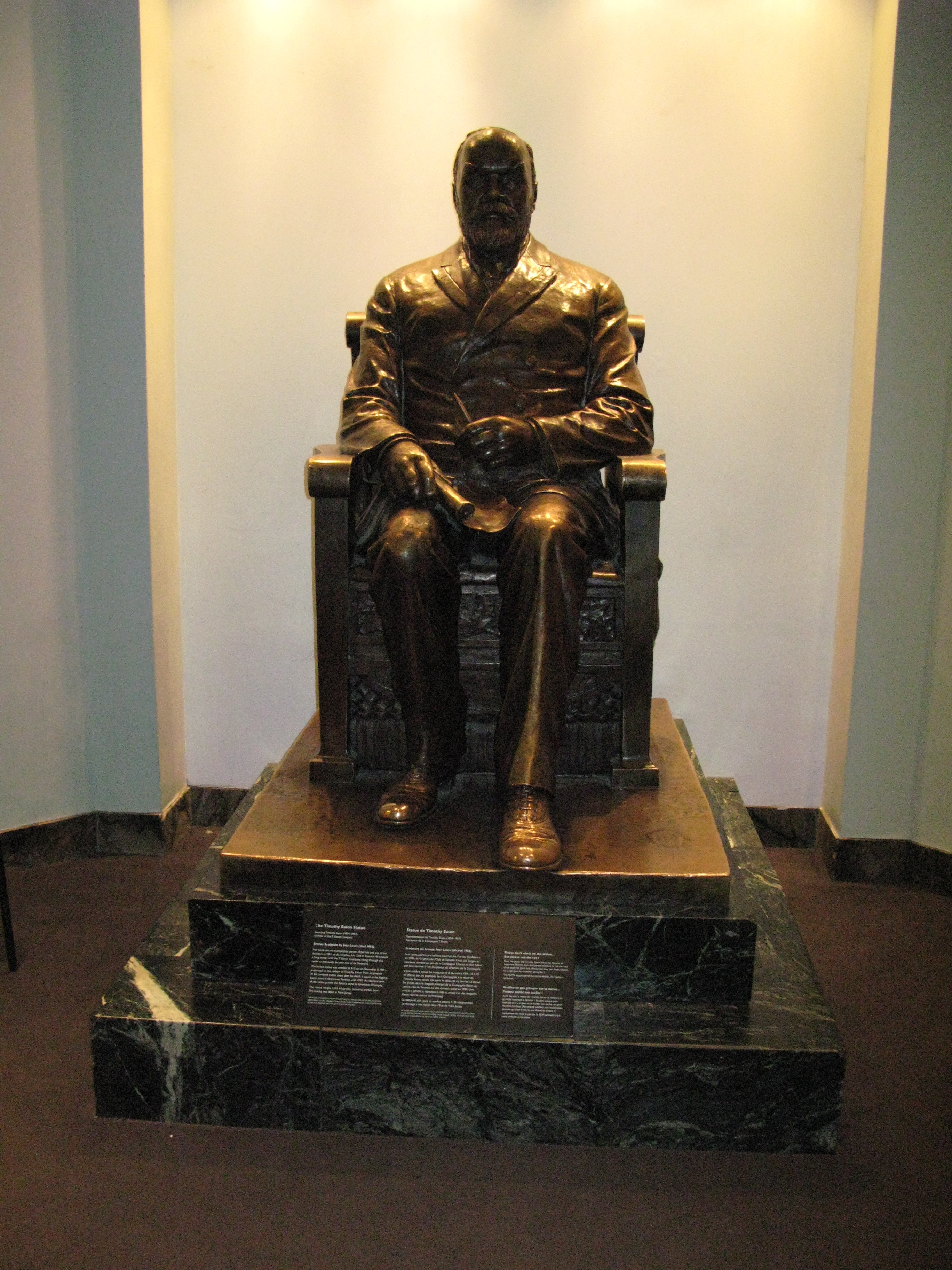
Статуя в нижній ротонді Королівського музею Онтаріо (Торонто)

Існує два виливки відомої статуї Тімоті Ітона, канадського роздрібного торговця: один у Торонто (Онтаріо; 43°40′04″ пн. ш. 79°23′41″ зх. д. / 43.66778° пн. ш. 79.39472° зх. д.), інший — у Вінніпезі, (Манітоба; 49°53′34″ пн. ш. 97°8′37″ зх. д. / 49.89278° пн. ш. 97.14361° зх. д.).

## Історія
1919 року працівники універмагу Eaton's подарували родині Ітонів особливий подарунок на честь 50-річчя магазину. Перша світова війна щойно закінчилася, і Eaton's, на відміну від багатьох роботодавців, пообіцяв усім своїм працівникам, які служили за кордоном, що їхня робота або робота рівноцінної вартості чекатиме на них після повернення додому. Одружені чоловіки, які добровільно вступали на службу, отримували повну зарплату протягом війни, а неодружені — половинну зарплату. Чоловіки, які служили в польових умовах, регулярно отримували посилки від свого довоєнного роботодавця з кавою, шоколадом, шкарпетками та іншими товарами з полиць магазинів Eaton's. Крім того, Eaton's жертвував весь прибуток від численних урядових військових контрактів на військову допомогу. Ця корпоративна щедрість і відданість у важкі часи викликала прихильність до родини Ітонів у тисяч працівників, і з нагоди золотого ювілею мережі та на знак поваги до засновника магазину працівники подарували родині дві бронзові статуї.
Створення статуй працівники доручили Айвору Льюїсу (1882—1958) з рекламного відділу компанії Eaton. Зроблено два виливки: один для головного магазину в Торонто, інший — для магазину у Вінніпезі. Статую в Торонто відкрито 8 грудня 1919 року за участю тисяч працівників. Хорове товариство Ітона виконало «O Canada», а статую подарували Маргарет Ітон та Джону Крейгу Ітону, вдові та синові Тімоті Ітона відповідно. Подібне відкриття відбулося 11 грудня 1919 року у Вінніпезі.

## Визначні місця
Дві статуї десятиліттями зустрічали покупців у відповідних магазинах, слугуючи одночасно місцем зустрічей та місцевою пам'яткою. З часом склалася традиція терти на щастя носок лівого черевика Тімоті. Оскільки незліченна кількість покупців щодня робили це, один бронзовий черевик завжди мав золотистий колір, на відміну від темнішого відтінку решти статуї.
Статуя в Торонто роками стояла всередині головного магазину на вулицях Йонг і Квін. Коли наприкінці 1970-х років головний магазин знесли, щоб звільнити місце для торгового центру Toronto Eaton Centre, статую перенесли до входу з вулиці Дандас до нового флагманського магазину мережі. Статуя у Вінніпезі простояла вісім десятиліть у магазині на Портедж-авеню в центрі міста.

## Банкрутство мережі Eaton's
Коли 1999 року мережа магазинів Eaton's оголосила про банкрутство, багато випусків телевізійних новин розпочали свої репортажі зі знімків статуї Тімоті Ітона. Біля підніжжя статуй у Торонто та Вінніпезі залишали квіти та листівки на знак співчуття. Коли Sears Canada придбала багато корпоративних активів мережі Eaton's, між Sears та родиною Ітон виникла коротка судова суперечка щодо права власності на статуї. Зрештою, судового розгляду вдалося уникнути, коли родина надала документи, які засвідчували, що право власності на статуї належить родині, а не зниклій мережі. Невдовзі після цього статую в Торонто перенесено до Королівського музею Онтаріо, де вона стояла в музеї Ітон-Корт.
2005 року, в рамках реконструкції Королівського музею Онтаріо (КМО), статую перенесено на нове місце в нижній ротонді музею, біля театру Сігні та Клеофе в Ітоні.
Доля статуї у Вінніпезі викликала ще більше суперечок. Родина Ітонів погодилася, що статую буде перенесено до торгового центру Polo Park у передмісті Манітоби, де Eaton's роками раніше відкрила свій перший магазин, і де Sears мала відкрити єдиний у Вінніпезі магазин свого недовговічного експерименту Eatons. 2002 року Sears оголосив про припинення існування міні-мережі Eatons, і магазин Polo Park запланували до переобладнання під торгову точку історичного конкурента Eaton, універмагу Bay. Фред Ітон домовився про перенесення статуї до церкви Сент Маріс (Онтаріо), де містився один із перших магазинів Тімоті Ітона. Захисники культурної спадщини та група колишніх співробітників вінніпезького Eaton's прагнули, щоб статуя залишилася у Вінніпезі. 22 жовтня 2002 року уряд Манітоби за співпраці з родиною Ітонів визнав статую об'єктом провінційної спадщини, що перебуває під охороною. Його розміщено у вестибюлі нової міської хокейної арени, нині відомої як «Canada Life Centre», яка стоїть на місці знесеного магазину Eaton's у центрі міста.
Відвідувачі музеїв у Торонто та хокейні вболівальники у Вінніпезі продовжують терти черевик Тімоті на щастя. Хоча КМО зазвичай не схвалює дотики відвідувачів до експонатів, для статуї зроблено виняток і супровідна табличка запрошує відвідувачів музею долучитися до цієї традиції.